# Echochrome
Echochrome (無限回廊, Mugen Kairō) (stylisé echochrome) est un jeu vidéo de réflexion développé par SCE Japan Studio, sorti en 2008 sur PlayStation 3 et PlayStation Portable.
Une suite, nommée Echochrome II, sort en décembre 2010. Elle est compatible avec le PlayStation Move. Un jeu dérivé, titré echoshift, sort sur PlayStation Portable en 2009.

## Système de jeu

L'escalier de Penrose.

Le gameplay d'Echochrome repose sur le phénomène de l'illusion d'optique. Un personnage marche sur une construction en 3D située au milieu du vide et composée de plusieurs blocs isolés. Le joueur contrôle l'orientation de la structure et le but du jeu est de trouver une perspective qui permette au personnage d'évoluer de bloc en bloc, en dépit de la logique. Par exemple, pour combler un espace entre deux blocs, le joueur peut faire pivoter la construction afin qu'un élément tiers vienne masquer l'espace vide : alors le personnage passe d'un bloc à l'autre, comme s'ils ne faisaient plus qu'un. La structure présente des trous et des « bumpers » qui permettent au personnage d'atteindre des blocs situés au-dessous ou au-dessus de lui. Le joueur doit parfois composer avec plusieurs personnages simultanément ou encore créer ses propres structures.
Les constructions à priori logiques se « muent » souvent en objet impossible avec des perspectives paradoxales de type triangle ou escalier de Penrose.

## Origine du jeu
Le concept du jeu a été inventé par Jun Fujiki, un jeune développeur amateur japonais diplômé de l'université de Kyūshū à Fukuoka. OLE Coordinate System, un freeware développé en 2006 sur Windows, est un éditeur de niveau. Il n'a pas vraiment été pensé comme un jeu (il n'y a pas de challenge donné) mais plutôt comme une application qui permette aux utilisateurs « de créer et d'éprouver leurs propres mondes Escherien » .

## À noter
La version PlayStation 3 est uniquement disponible en téléchargement sur le PlayStation Network. Une version gratuite d'Echochrome, limitée à trois niveaux, était jouable sur les bornes d'arcade du Bowling du PlayStation Home avant la fermeture du service. Atteindre certains scores dans chacun de ces trois niveaux permettait de débloquer de nouveaux vêtements pour l'avatar du joueur, ou des décorations pour son espace privé.